# Zaklad iz Boscoreale
Zaklad iz Boscoreale je ime za veliko zbirko izvrstnih rimskih srebrnih in zlatih predmetov, odkritih v ruševinah antične vile v Boscoreale, blizu Pompejev v južni Italiji. Zdaj je sestavljen iz več kot sto kosov srebrne posode, pa tudi zlatih kovancev in nakita, danes se večinoma hrani v pariškem muzeju Louvre, čeprav del zaklada najdete tudi v Britanskem muzeju.

## Zgodovina
Boscoreale, ki leži severozahodno od Pompejev, je bil kraj velike rimske vile, Villa della Pisanella, ki jo je vulkanski pepel pokopal po izbruhu Vezuva leta 79. Vila je bila odkrita v več arheoloških sezonah, kar potrjuje hipotezo o vili rustica na 1000 kvadratnih metrih z jasno opredeljenim stanovanjskim sektorjem in gospodarskimi zgradbami. Vilo so odkrili leta 1876, šele 13. aprila 1895 pa so v sobi za stiskanje vina odkrili ostanke obokane škatle z zakladom. Škatla je vsebovala srebrno namizno posodo, sestavljeno iz 102 predmetov in usnjeno torbo, polno kovancev, v vrednosti tisoč zlatih aurejev. Številne predmete iz plemenitih kovin so v Pompejih in okolici zapustili njihovi lastniki, ko so poskušali ubežati pred uničenjem.
Večino zaklada je bilo nedovoljeno preprodano iz Italije, pozneje pa ga je kupil baron Edmond James de Rothschild. ki ga je leta 1896 podaril muzeju Louvre. Baron de Rothschild (19. avgust 1845 - 2. november 1934) je bil francoski član bančne družine Rothschild. Srebrni set Boscoreale je glede na število predmetov, njihovo težo nad 30 kg, njihovo tehnično kakovost in estetsko vrednost med najpomembnejšimi in najprestižnejšimi kompleti tega obdobja.
Predvideva se, da so bili predmeti pred pričakovanjem izbruha Vezuva namerno skriti v skladišču. Zadnji lastnik srebrnega kompleta je bila verjetno ženska po imenu Maxima - ime je napisano na mnogih posodah. V bližini so našli žensko, vendar na vprašanje ali je Maxima, ni dokončnega odgovora. Domneva se, da je bil lastnik vile in celotne posesti L. Caecilius lucundus, bankir iz Pompejev, ki je podedoval bogastvo julijsko-klavdijske rodbine v Kampaniji in da je bil oče Maxime.

## Opis
Zaklad sestavlja 109 kosov srebrne posode, pa tudi zlati nakit (ogrlice, zapestnice in uhani) in več kot 1000 zlatih kovancev. Predmeti iz skladišča se razlikujejo po datumu od 4. stoletja pred našim štetjem do 1. stoletja našega štetja. Številni srebrni predmeti iz zaklada veljajo za mojstrovine rimske umetnosti, ki bi lahko pripadale samo zelo elitnim delom družbe. Nekateri predmeti se zdijo tudi družinska dediščina, ki so jih prenašale generacije. Na delih skladišča je vpisano ime Maxima, ki je bila morda prvotni lastnik. Nekateri najbolj znani predmeti v zakladu so:
- Skifos - skodelica z Avgustom na vojaškem pohodu, sedi, obdan z liktorji, ko sprejema premagane barbare. Na drugi strani skifosa je Avgust med bogovi, kot so Venera, Amor in Mars, ki predstavljajo štiri osvojene pokrajine.
- Skifos - skodelica s Tiberijem na zmagoslavni povorki po ulicah Rima. Cesar se vozi s konjsko vprego z lovorovim vencem in žezlom z orlom. Na drugi strani Tiberij žrtvuje bika pred Jupitrovim templjem.[3]
- dve srebrni skodelici, okrašeni z okostji [4]. Dve srebrni skodelici imata podobno in komplementarno dekoracijo repoussé, ki prikazuje okostja tragičnih in komičnih pesnikov in znanih grških filozofov, pod girlando vrtnic.[5]
- Par kantarovov z reliefnim merjascem.
- Par posod z reliefnimi medaljoni doprsnih kipov moškega in ženske (ohranjen le doprsni kip slednjih) [6].
- Plošča z osrednjim medaljonom, ki prikazuje personifikacijo Afrike [7]. V središču je doprsni del mlade ženske, ki nosi slonovo skrivalno kapo, v desni roki pa ima kobro in v levi rog izobilja z obilico sadja. Simbolika predmetov okoli ženske in njene obrazne poteze močno nakazujejo, da gre za posmrtni portret Kleopatre Selene II., kraljice Mavretanije, žene Jube II. in hčerke Kleopatre VII. iz Egipta, ki jo je najverjetneje naročil Ptolemaj iz Mavretanije, sin Kleopatre Selene II. (kmalu po njeni smrti v 6/5 pr. n. št.). [8][9]
- Polirano toaletno ogledalo z briljantnim odsevom, praktično so ga uporabljali za ogled samega sebe, dekoracija predstavlja srečanje Lede in Jupitra, spremenjenega v laboda in je hvalnica ženskosti in čutnosti.[10]
- Oinohoe boginje, ki žrtvuje bika
- Srebrna skodelica brez debla s pozlačenim sredinskim delom in pasovi lotosovih listov iz leta 300 pred našim štetjem [11].

## Rimski zlati aurei
Uradna študija kovancev ni bila narejena, preden so bili razpršeni na trg in kot je pogosto, je zelo verjetno, da seznam, objavljen leta 1909, vključuje gradivo iz drugih najdb.
Najnovejši kovanec zaklada iz Boscoreale datirajo v leto 79., datum izbruha. Intenzivna vročina je vse zlatnike preplavila s čudovitim rdečim tonom, ki ga zdaj vidimo.

## Galerija
- Srebrn oinohoe iz zaklada v Louvru
- Skifos s sedečim Avgustom sprejema premagane barbare
- Skifos po zmagi cesarja Tiberija
- Ročaj s podobo otrokovega obraza iz oinohoa
- Doprsni kip iz srebrne plošče (Britanski muzej)